# Árki (Horvátország)
Árki (horvátul: Jaruge) falu Horvátországban, Bród-Szávamente megyében. Közigazgatásilag Sikirevcihez tartozik.

## Fekvése
Bród központjától légvonalban 32, közúton 38 km-re keletre, községközpontjától 3 km-re nyugatra, Szlavónia középső részén, a Szávamenti-síkságon, az A3-as (Zágráb-Lipovac) autópálya és a Száva folyó között, az Eszék-Slavonski Šamac vasútvonal mentén fekszik ott, ahol a Berova-patak a Szávába ömlik.

## Története
A régészeti leletek tanúsága szerint területén már ősidők óta éltek emberek. A „Gođevo” és a „Gođevo-Berava” régészeti lelőhelyek feltárására 2000-ben a Zágráb-Lipovac autópálya építésének előkészítő munkálatai során került sor. A feltárt régészeti lelőhelyek az őskor, a klasszikus ókor és a középkor korszakaiba tartoznak. A leletek többségét kerámia-, tégla- és kőtöredékek képezik. A legrégibb leletek a kőrézkori bádeni és kosztoláci kultúrához, valamint az újkőkorszaki Sopot- és Starčevo-kultúra kezdeteihez tartoztak, míg a késő bronz- és a korai vaskorban már a különféle kulturális eredetű csoportok egymással is érintkezésbe kerültek. A kelta törzsek által lakott Szávamente a vaskorra az intenzív transzeurópai kapcsolatok területévé vált. Végül Pannónia déli részét a római légiók foglalták el. A római korszakban itt vezetett át a fontos Siscia-Sirmium kereskedelmi és hadiút. 
A terület a középkorban is megőrizte jelentőségét, amint azt a sűrű népesség és a lelőhelyek száma is jelzi. A „Gođevo-Berava” lelőhely legkésőbbi leletei a 14. - 16. századból származnak. A középkorban a mai Šamac közelében fontos átkelőhely volt, melyet Mihaljevački brodnak, azaz Mihaljeváci révnek neveztek és amelyen át élénk forgalom folyt Szlavóniából Bosznia felé. Az átkelőhely megvédésére a terület akkori birtokosa a Beriszló család 1500 körül felépíttette Árki várát, melyet 1506-ban „Arky” néven említenek először, amikor már a Garaiak kosztormán-szentdénesi kastélyához tartozott. A térséget 1536-ban szállta meg a török. Ezután a várat már nem említik, így valószínűleg még 1550 előtt elpusztult. Árki 1572-ben „Yarki” néven kis faluként 10 házzal, mint a Szerémi szandzsák része szerepel a török defterben.
Árkit a szlavóniai települések 1698-as kamarai összeírásában nem említik. 1702-ben a határőrség szervezéskor 25 házzal és 24 határőrrel említik.  Az 1730-as egyházi vizitáció jelentése szerint 28 ház és egy Szent Márk fakápolna állt a településen. 1746-ban 29 házában 221 katolikus lakos élt. 1578-ben említik Keresztelő Szent János kápolnáját, mely a könnyebb megközelíthetőség miatt a kopanicai plébániához tartozott. A gyakori árvizek miatt a faluban nem volt temető, így lakói a kopanicai Gradac temetőbe temetkeztek. Az 1760-as jelentés szerint a faluban 34 ház volt, ahol 34 család és 246 katolikus lakos élt. A katonai közigazgatás megszervezése után a bródi határőrezredhez tartozott.
Az első katonai felmérés térképén „Jaruge” néven található. Lipszky János 1808-ban Budán kiadott repertóriumában „Jaruga” néven szerepel. Nagy Lajos 1829-ben kiadott művében „Jaruga” néven 78 házzal, 392 katolikus és 5 ortodox vallású lakossal találjuk.  A katonai közigazgatás megszüntetése után 1871-ben Szerém vármegyéhez csatolták. 
A településnek 1857-ben 320, 1910-ben 377 lakosa volt. Szerém vármegye Zsupanjai járásának része volt. Az 1910-es népszámlálás adatai szerint lakossága horvát anyanyelvű volt. Az első világháború után 1918-ban az új szerb-horvát-szlovén állam, majd később (1929-ben) Jugoszlávia része lett. 
1991-től a független Horvátországhoz tartozik. 1991-ben lakosságának 97%-a horvát nemzetiségű volt. 2011-ben a településnek 695 lakosa volt.

## Lakossága
| Lakosság változása | Lakosság változása | Lakosság változása | Lakosság változása | Lakosság változása | Lakosság változása | Lakosság változása | Lakosság változása | Lakosság változása | Lakosság változása | Lakosság változása | Lakosság változása | Lakosság változása | Lakosság változása | Lakosság változása | Lakosság változása |
| ------------------ | ------------------ | ------------------ | ------------------ | ------------------ | ------------------ | ------------------ | ------------------ | ------------------ | ------------------ | ------------------ | ------------------ | ------------------ | ------------------ | ------------------ | ------------------ |
| 1857               | 1869               | 1880               | 1890               | 1900               | 1910               | 1921               | 1931               | 1948               | 1953               | 1961               | 1971               | 1981               | 1991               | 2001               | 2011               |
| 320                | 381                | 315                | 324                | 381                | 377                | 351                | 360                | 355                | 376                | 494                | 616                | 610                | 679                | 738                | 695                |

## Nevezetességei
Urunk mennybemenetele tiszteletére szentelt római katolikus temploma 1902-ben épült, a sikirevci Szent Miklós plébánia filiája.

## Kultúra
KUD „Savica” Jaruge kulturális és művészeti egyesület.

## Oktatás
A településen a nagykopanicai általános iskola alsó tagozatos területi iskolája működik.

## Sport
Az NK Sloga Jaruge labdarúgóklub a megyei 2. és 3. ligában szerepel.

## Egyesületek
DVD Jaruge önkéntes tűzoltóegyesület.